# Beardmore
Beardmore Motors Ltd. – dawne brytyjskie przedsiębiorstwo zajmujące się produkcją samochodów. Istniało w latach 1919 - 1966.
Zostało założone w ramach koncernu William Beardmore and Company, gdy po zakupie zakładów Sentinel Waggon Works dział motoryzacyjny koncernu wyodrębniono w osobną spółkę Beardmore Motors Ltd. Siedziba firmy znajdowała się w Glasgow, tam gdzie i koncernu, a zakłady posiadano w Anniesland, Coatbridge i Paisley.
Skoncentrowano się na montażu samochodów osobowych oraz taksówek. Pierwszy model 11/4 wyposażono w czterocylindrowy silnik o pojemności 1486 cm3. Zastąpiono go w 1923 roku modelem 12/30 z silnikiem o większej mocy 1854 cm3. Na bazie 12/30 stworzono wersję Super Sports. Prędkość testowano na torze Brooklands.
W 1925 roku zamknięto zakłady w Anniesland i przeniesiono produkcję do wytwórni taksówek w Paisley. Wprowadzono na rynek model 14/40 o pojemności 2297 cm3. Gdy zwiększono pojemność do 2391 cm3 przemianowano go na wersję 16/40. Zarzucono montaż czterocylindrowego o pojemności 4072 cm3, a potem również pozostałe modele osobowe.
Większe sukcesy osiągano produkując taksówki, zwłaszcza dla Londynu właśnie w Paisley już od 1919 roku. Pierwszym modelem był Mk 1 cieszący się wysoką renomą. W 1923 wszedł model Mk 2, zastąpiony z czasem mniejszym, bardziej ekonomicznym Mk3. Po upadku koncernu William Beardmore and Company spółka Beardmore Motors Limited została wykupiona i produkcję w 1929 roku przeniesiono ze Szkocji do Londynu. Wówczas wprowadzono do produkcji serię "Paramount" z modelami Mk4 (1932), Mk5 (1935), Mk6 (1936).
Po wojnie pojawił się ostatni już model Mk7 produkowany od 1954 do 1966 roku - do momentu zamknięcia zakładów Beardmore. Zostały zlikwidowane w trakcie przekształceń własnościowych do jakich dochodziło w brytyjskim przemyśle motoryzacyjnym w II połowie XX wieku, gdy tworzono koncern British Motor Corporation.
Beardmore korzystał z silników innych firm, a wyspecjalizował się w budowie podwozia dostosowanego do warunków miejskich oraz nadwozia specjalnie stworzonego pod kątem potrzeb taksówkarzy i ich pasażerów. Używano silników i skrzyń biegów Forda oraz silników Perkins.

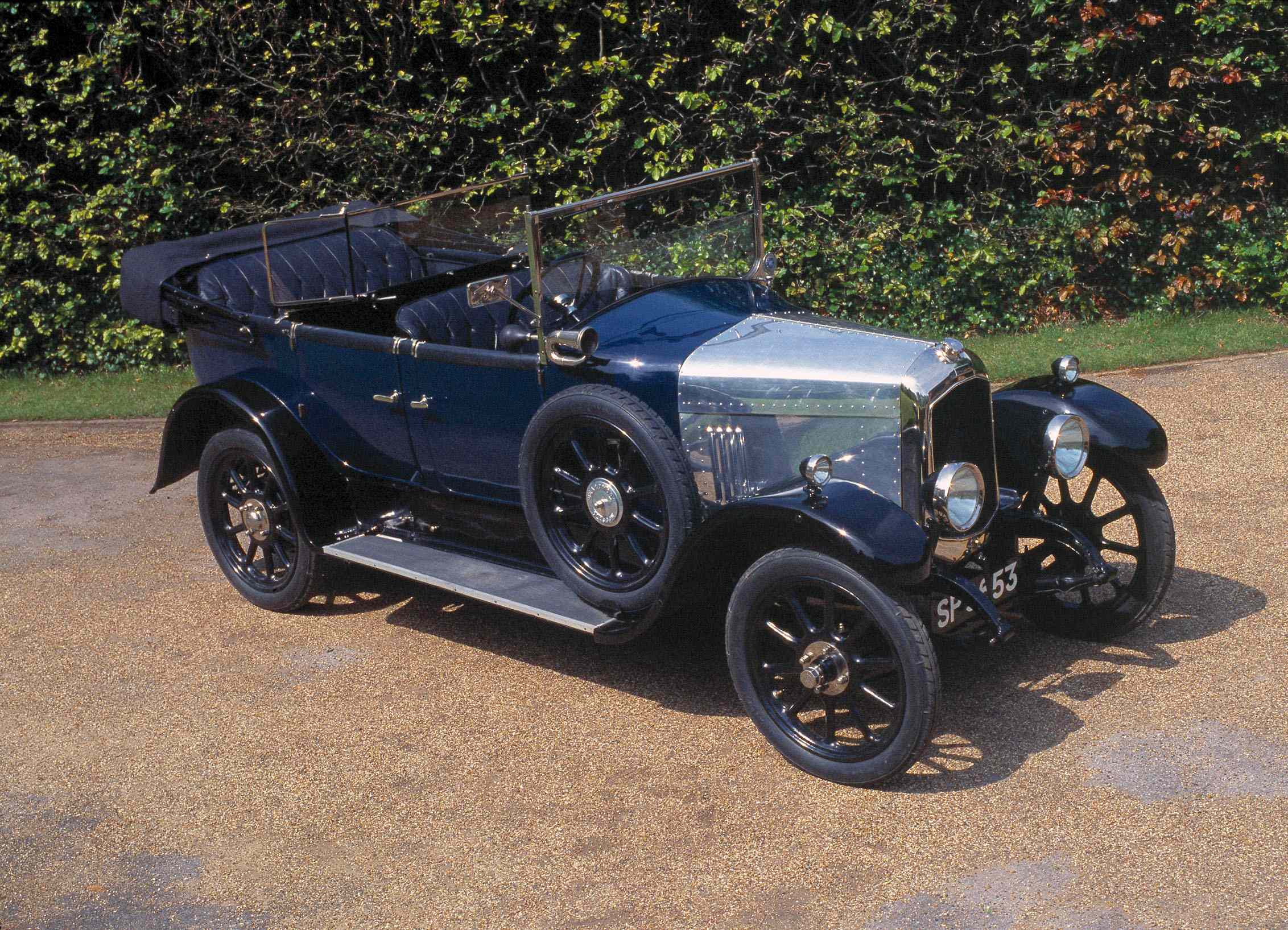
Beardmore 12/30 HP Tourer
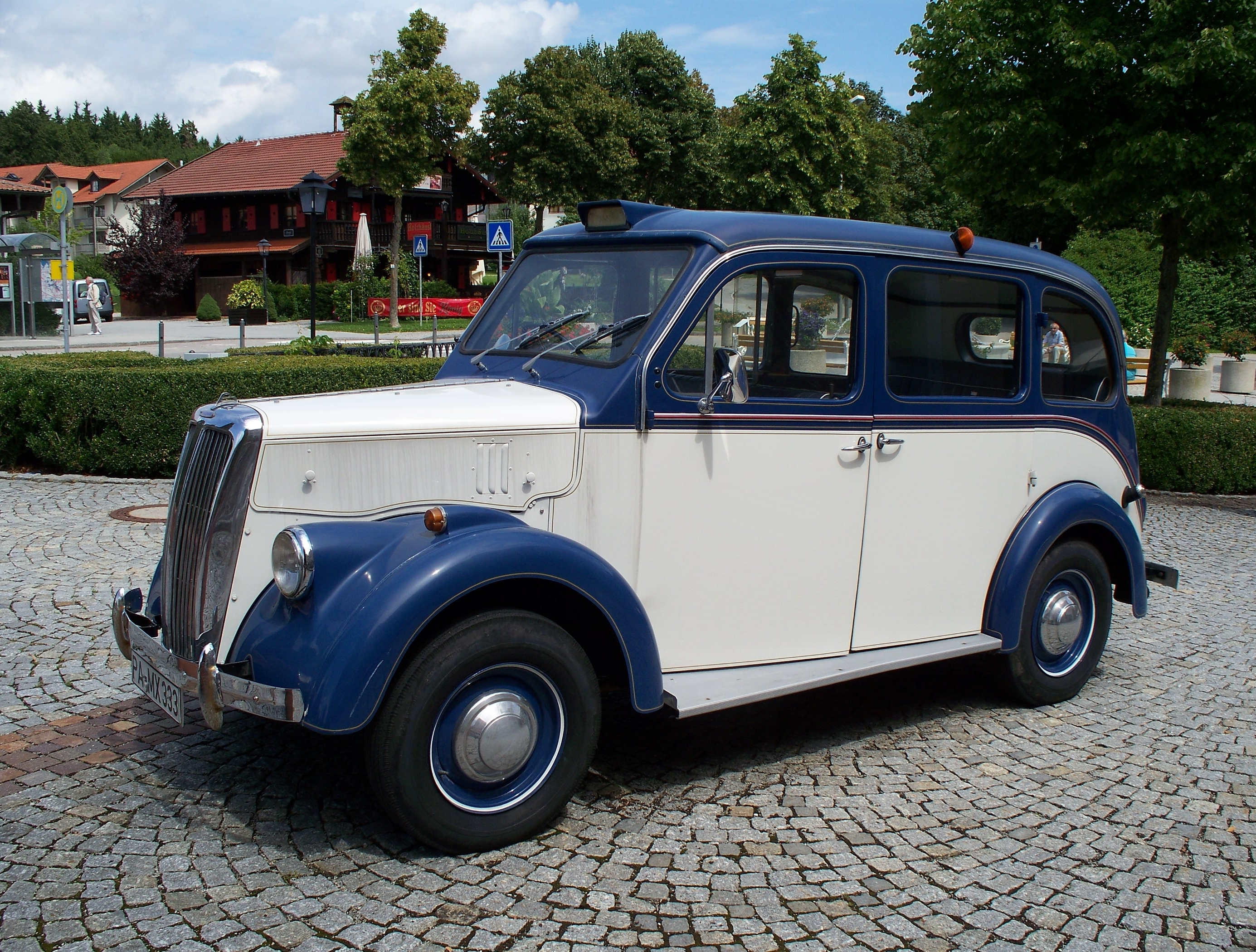
Beardmore Taxi